# Tangga Hambeng
Tangga Hambeng is een bestuurslaag in het regentschap Padang Lawas Utara van de provincie Noord-Sumatra, Indonesië. Tangga Hambeng telt 880 inwoners (volkstelling 2010).